# Chlorodrepana pauliani
Chlorodrepana pauliani là một loài bướm đêm trong họ Geometridae.